# Furong (socken i Kina, Hunan)
Furong (kinesiska: 芙容, 芙容乡) är en socken i Kina. Den ligger i provinsen Hunan, i den södra delen av landet, omkring 300 kilometer söder om provinshuvudstaden Changsha.
Genomsnittlig årsnederbörd är 1 932 millimeter. Den regnigaste månaden är maj, med i genomsnitt 308 mm nederbörd, och den torraste är oktober, med 38 mm nederbörd.